# Ehi amico... c'è Sabata, hai chiuso!
Ehi amico... c'è Sabata, hai chiuso! (br: Sabata - O Justiceiro) é um filme italiano de 1969 do gênero Western spaghetti, dirigido por Gianfranco Parolini e estrelado por Lee Van Cleef.  

## Sinopse
Um cofre contendo dinheiro do Exército dos Estados Unidos é roubado do banco da cidade de Dogherty. No dia seguinte, o pistoleiro Sabata alcança os bandidos e resgata o cofre. Ele, com ajuda de Carrincha e Alley Cat, descobre que Stengel, Fergusson e o juiz O'Hara, pessoas importantes da cidade, estão envolvidas no roubo. Exige uma recompensa para não denunciá-las mas Stengel tenta eliminá-lo diversas vezes, sem sucesso. Banjo, um misterioso músico, também ajuda Sabata inicialmente, mas alia-se a Stengel mediante grande recompensa para matar o herói.

## Elenco
- Lee van Cleef - Sabata
- William Berger - Banjo
- Franco Ressel - Stengel
- Ignazio Spalla - Carrincha
- Gianni Rizzo - Juiz O'Hara
- Antonio Gradoli - Fergusson
- Aldo Canti - Índio Alley Cat
- Linda Veras - Jane
- Claudio Undari - Oswald